# Silenoz
Sven Atle Kopperud (født i oktober 1977), bedre kendt som Silenoz, er en norsk black metal-guitarist som var med til at danne symfonisk black metal-bandet Dimmu Borgir sammen med Shagrath og Tjodalv. Han har også spillet med i bandet Nocturnal Breed under dæknavnet Ed Damnator.